# Suchindol
Suchindol (bulgariska: Сухиндол) är en ort i Bulgarien.   Den ligger i kommunen Obsjtina Suchindol och regionen Veliko Tărnovo, i den centrala delen av landet, 160 km öster om huvudstaden Sofia. Suchindol ligger 269 meter över havet och antalet invånare är 2 364.